# Clemens August von Galen
Clemens August Graf von Galen, född 16 mars 1878 i Dinklage, Oldenburg, död 22 mars 1946 i Münster, var en tysk romersk-katolsk biskop och kardinal. Han var son till greve Ferdinand von Galen och Elisabeth von Spee. Han saligförklarades den 9 oktober 2005, med minnesdag den 22 mars.

## Biografi
von Galen prästvigdes 1904 i Münster och kom därefter att verka som församlingspräst i Berlin. År 1933 vigdes han till biskop av Münster. von Galen och flera andra tyska biskopar inbjöds till Rom för att i samråd med påve Pius XI förbereda encyklikan Mit brennender Sorge, som fördömde nazismens ideologi, aggressiva utrikespolitik och övergrepp mot judarna.
I en rad predikningar sommaren 1941 fördömde von Galen nazismen i skarpa ordalag och krävde att Tysklands eutanasiprogram skulle upphöra. Han kritiserade även naziregimens förföljelser av katoliker.
Påve Pius XII utsåg 1946 von Galen till kardinalpräst med San Bernardo alle Terme som titelkyrka. En månad senare avled von Galen i bukhinneinflammation.

## Översättning
- Delar av artikeln är översatta från engelska Wikipedia den 1 oktober 2006